# A tetovált lány (regény)
A tetovált lány (eredeti cím: Män som hatar kvinnor, szó szerinti fordításban: Férfiak, akik gyűlölik a nőket) Stieg Larsson svéd író 2005-ben megjelent lélektani thrillerregénye.
A történet középpontjában egy oknyomozó újságíró, Mikael Blomkvist és egy briliáns elméjű, de antiszociális hackerlány, Lisbeth Salander áll. A szokatlan páros egy évtizedekkel eltűnt fiatal lány ügyében kezd el nyomozni egy gazdag iparmágnás megbízásából, sötét titkokra derítve fényt.
A regény a Millennium könyvsorozat első része. A Larsson által írt, eredeti trilógia másik két kötetével együtt az író halála után egy évvel, posztumusz kiadásban jelent meg. 
A tetovált lány nemzetközi bestsellerré vált, és két filmes feldolgozása is készült. Az első 2009-ben jelent meg hasonló címmel, a dán Niels Arden Oplev rendezésében, Michael Nyqvist és Noomi Rapace főszereplésével. A 2011-es amerikai filmadaptáció rendezője David Fincher volt, főszereplői Daniel Craig és Rooney Mara.

## Cselekmény
Az elmúlt harminchat év során Henrik Vanger, a Vanger Corporation nyugdíjba vonult vezetője minden születésnapjára egy bekeretezett, szárított virágot kap ajándékba egy rejtélyes feladótól. Az ajándék unokatestvérének 1966-ban eltűnt lányára, a Henrik által kedvelt Harrietre utal, az idős férfi ezért csak arra tud gondolni, hogy az annak idején feltételezhetően megölt lány gyilkosa ily módon szórakozik vele.
2002 decemberében Mikael Blomkvist, a Millennium nevű svéd politikai magazin lapkiadója rágalmazási pert veszít Hans-Erik Wennerström milliárdos üzletember ellen. Blomkvistra jelentős pénzbüntetés és három hónapos börtön vár. Nem sokkal később Henrik (miután annak tudtán kívül átvilágíttatta a férfit Lisbeth Salander szabadúszó kutatóval és hackerrel) meghívja őt otthonába és szokatlan munkát ajánl neki. Wennerström elleni terhelő bizonyítékokért cserébe megbízza Harriet felkutatásával. A lány a (fiktív) Hedeby Islanden fekvő Vanger birtokon vált rejtélyes körülmények közt köddé egy családi összejövetel során, mialatt a szigetre vezető egyetlen hídon egy baleset bénította meg a forgalmat. Blomkvist a szigetre költözik és megismerkedik a Vanger család több tagjával – Harriet bátyjával, Martinnal, a cég jelenlegi vezérigazgatójával; Isabellával, Martin és Harriet anyjával; továbbá Ceciliával, Harriet nagynénjével és egykori barátnőjével, aki hamarosan Blomkvist szeretője lesz.  
Eközben a cselekvőképtelennek nyilvánított Salander államilag kijelölt pártfogója Holger Palmgren agyvérzést kap. Helyettese Nils Bjurman lesz, aki helyzetét kihasználva orális szexre kényszeríti, majd megerőszakolja a lányt. Salander bosszút áll: megkínozza Bjurmant és megfenyegeti, hogy az erőszakról készült titkos videófelvétellel tönkreteszi a férfi életét, amennyiben az nem ad neki szabad kezet saját élete felett. Ezt követően egy tetoválógéppel a nemi erőszakra utaló feliratot vés Bjurman testére.
Blomkvist nyomozás közben új bizonyítékokat talál. A Harriet eltűnése előtti karneválon készült fotókon felfedezi a lány alakját és azt, hogy a rémült arckifejezése alapján valami számára félelmetes dolgot láthatott. A további fotót felkutatásával Blomkvist rájön, hogy Harriet egy fiatal férfitől ijedt meg, de annak személyazonosságát a fotó rossz minősége miatt nem tudja kideríteni. Az újságíró egy nevekből és számokból álló listán is töri a fejét, amelyet Harriet vetett papírra. Blomkvist vallásos lánya, Pernilla fejti meg a rejtélyt – a szöveg a Mózes harmadik könyvében szereplő, nők megbüntetésére vonatkozó passzusokra utal. A nyomozó összefüggésbe hozza a listát egy 1949-ben történt, brutális gyilkossággal, egy sorozatgyilkost sejtve az eset mögött. Vanger ügyvédje, Dirch Frode tanácsára felfogadja segítőtársának Salandert – cserébe azért, amiért nem jelenti fel a lányt számítógépe feltöréséért.
Salander megtalálja a bibliai bejegyzéshez kapcsolódó többi gyilkosságot is. Hamarosan a nyomozópáros élete veszélybe kerül: először egy megcsonkított macskát találnak a házuk előtt, majd valaki kocogás közben rálő Blomkvistra. A sebesült férfit Salander ellátja, ezt követően szexuális viszonyba kezdenek. Salander a Vanger vállalat archívumait kutatja át és összefüggést talál a gyilkosságok, valamint azon földrajzi helységek között, ahol a vállalat üzletelt. A lány gyanúja Gottfried Vanglerre, Martin és Harriet elhunyt apjára terelődik, de az utolsó gyilkosság idején ő már halott volt. Blomkvist az iskolai egyenruhájáról azonosítja a fotón szereplő fiatal férfit, akitől Harriet megijedt – a fő gyanúsított így Martin lesz, de a férfi foglyul ejti az újságírót és a pincéjében berendezett kínzókamrába hurcolja. Martin eldicsekszik azzal, hogy apja vezette őt be a nők rituális megerőszakolásába és megölésébe és utal arra is, hogy Gottfried a lányát és őt is molesztálta szexuálisan. Apja halála után Martin folytatta a „hagyományt”, annak vallásos motívumai nélkül, de húga megölését tagadja. Mielőtt Martin végezhetne túszával, Salander – aki Blomkvisttől függetlenül szintén rátalált a gyilkos személyére – a helyszínre érkezik és súlyosan megsebesíti Martint. A férfi Salander elől menekülve szándékosan nekihajt egy szembejövő kamionnak, végezve magával.
Blomkvist és Salander lehallgatja Anitának, Cecilia Londonban élő testvérének a telefonját, aki a nyomozás alapján az egyetlen, Harriethez elvezető rokon lehet. A beszélgetésből kiderül, Harriet életben van és Anita nevén Ausztráliában él. Amikor Blomkvist felkeresi, megtudja a nőtől eltűnése valódi okait. Apja kislányként számtalanszor megerőszakolta, míg egyszer a lány önvédelemből végzett vele. Helyzete azonban csak rosszabbodott, mert apja helyét Martin vette át, míg a fiút el nem küldték egy bentlakásos iskolába. Harriet eltűnése napján Martin visszatért, ezért a hídon történt balesetet kihasználva Anita az autója csomagtartójában kicsempészte őt a szigetről. Harriet visszatér Svédországba és találkozik Henrikkel (elmagyarázva neki, hogy a szárított virágokat azért küldte, hogy tudassa vele, életben van), mialatt Blomkvist elkíséri Salandert a lány anyjának temetésére.
A Vangertől kapott, Wennerström elleni bizonyítékok használhatatlannak bizonyulnak. Salander viszont behatol Wennerström számítógépébe, súlyos gazdasági bűncselekményekre derítve fényt. Ezeket felhasználva Blomkvist egy könyvben lebuktatja az üzletembert és az oknyomozó riporttal nemzetközileg elismert lappá teszi a Millenniumot. Salander álruhában, számítógépes tudását latba vetve több száz millió dollárnyi pénzt lop el Wennerström egyik titkos bankszámlájáról. Blomkvist és Salander együtt tölti a karácsonyt. Az érzelmileg zárkózott lány szerelmet akar vallani neki és ajándékkal meglepni őt, de amikor meglátja a férfit üzleti partnere és régi szeretője, Erika Berger oldalán, kidobja az ajándékot és motorkerékpárján elhajt.
A könyv epilógusából kiderül, hogy Salander továbbra is megfigyelés alatt tartja Wennerströmöt és fél év után anonim módon jelent egy miami ügyvédnek a bukott üzletember hollétéről. Wennerström főbe lőtt holttestét nemsokára Marbellán találják meg a hatóságok.

## Szereplők
- Mikael Blomkvist – újságíró, a Millennium nevű politikai lap résztulajdonosa.
- Lisbeth Salander – a Milton Security biztonsági cégnek dolgozó szabadúszó kutató és hacker.

Millennium
- Erika Berger – a Millennium főszerkesztője és résztulajdonosa, Blomkvist szeretője.
- Christer Malm – a Millennium munkatársa és résztulajdonosa.
- Janne Dahlman – a Millennium szerkesztője.
- Gustaf Morell – A Harriet eltűnésében nyomozó, immár nyugdíjas rendőr.

Vanger család és kapcsolódó személyek
- Henrik Vanger – a Vanger Corporation nyugdíjba vonult iparmágnása és vezérigazgatója.
- Harriet Vanger – Henrik unokatestvérének lánya, aki 1966-ban eltűnt.
- Martin Vanger – Harriet bátyja, a Vanger Corporation vezérigazgatója.
- Gottfried Vanger – Henrik unokaöccse, Martin és Harriet elhunyt apja.
- Isabella Vanger – Gottfried Vanger özvegye, Martin és Harriet anyja.
- Cecilia Vanger – Harald Vanger lánya, Henrik egyik unokahúga.
- Anita Vanger – Harald Vanger Londonban élő lánya, Henrik egyik unokahúga.
- Birger Vanger – Harald Vanger fia, Henrik egyik unokaöccse.
- Harald Vanger – Henrik náci elveket valló bátyja.
- Dirch Frode – a Vanger Corporation egykori ügyvédje, jelenleg egyetlen ügyféllel, Henrik Vangerrel.
- Eva – Martin Vanger barátnője.
- Anna Nygren – Henrik Vanger bejárónője.
- Gunnar Nilsson – Henrik Vanger birtokainak gondnoka.

Egyéb szereplők
- Hans-Erik Wennerström – korrupt milliárdos üzletember.
- Holger Palmgren – Salander gondviselője és ügyvédje.
- Nils Bjurman – Salander gondviselője és ügyvédje Palmgren agyvérzése után.
- Dragan Armanskij – a Milton Security tulajdonosa, Lisbeth főnöke.
- Robert Lindberg – bankár, Blomkvist forrása a Wennerström elleni (hamisnak bizonyuló) bizonyítékokhoz.
- William Borg – korábbi újságíró, Blomkvist ellensége.
- Monica Abrahamsson – Blomkvist exfelesége.
- Pernilla Abrahamsson – Blomkvist és Abrahmsson 1986-ban született lánya.
- Greger Beckman – Erika Berger férje.
- Plague – hacker, Lisbeth segítőtársa.

## Magyar nyelvű kiadások
- A tetovált lány. Millennium trilógia I.; ford. Péteri Vanda; Animus, Bp., 2009

## Fordítás
- Ez a szócikk részben vagy egészben  a   The Girl with the Dragon Tattoo című angol Wikipédia-szócikk fordításán alapul.  Az eredeti cikk szerkesztőit annak laptörténete sorolja fel. Ez a jelzés csupán a megfogalmazás eredetét és a szerzői jogokat jelzi, nem szolgál a cikkben szereplő információk forrásmegjelöléseként.